# Ramon Knellwolf
Ramon Knellwolf (* 1. Juni 1998) ist ein schweizerisch-italienischer Eishockeyspieler, der seit der Saison 2023/24 beim EHC Olten unter Vertrag steht und dort auf der Position des Stürmers spielt.

## Karriere
Ramon Knellwolf spielte in einigen Ausbildungsorganisationen. Er spielte viele Jahre beim EHC Uzwil, bevor er in die Top- und Eliten-Stufe zu den PIKES EHC Oberthurgau 1965 wechselte. In der Saison 2015/16 spielte er in der U20-Elite-Mannschaft der SC Rapperswil-Jona Lakers, wechselte aber auf die Saison 2016/17 in die Junioren-Abteilung des EHC Kloten. In der Saison 2017/18 konnte Knellwolf erstmals auf einer Profieishockeystufe spielen, als er sieben Spiele für den EHC Winterthur in der Swiss League und zwei Spiele für den EHC Kloten in der National League absolvierte.
Seit der Saison 2018/19 war Knellwolf fester Bestandteil des EHC Kloten und stieg mit diesem in der Saison 2021/22 wieder in die National League auf. Für die Saison 2023/24 unterzeichnete er einen Einjahresvertrag beim EHC Olten.

## Erfolge und Auszeichnungen
- 2022 Meister der Swiss League und Aufstieg in die National League mit dem EHC Kloten

## Karrierestatistik
Stand: Ende der Saison 2021/22
(Legende zur Spielerstatistik: Sp oder GP = absolvierte Spiele; T oder G = erzielte Tore; V oder A = erzielte Assists; Pkt oder Pts = erzielte Scorerpunkte; SM oder PIM = erhaltene Strafminuten; +/− = Plus/Minus-Bilanz; PP = erzielte Überzahltore; SH = erzielte Unterzahltore; GW = erzielte Siegtore; 1 Play-downs/Relegation; Kursiv: Statistik nicht vollständig)